# New Boston (Teksas)
New Boston je grad u američkoj saveznoj državi Teksas. Prema popisu stanovništva iz 2010. u njemu je živjelo 4.550 stanovnika.